# Katrin Apel
Katrin Apel (Erfurt, 4 mei 1973) is een voormalig Duits biatlete.
Apel was vooral sterk als onderdeel van de Duitse estafetteploeg en behaalde daarmee dan ook haar grootste successen. Daarnaast is ze ook in de prijzen gevallen op zowel de wereldkampioenschappen als op de Olympische Spelen in de individuele disciplines van de sport.
De medailleregen begon voor Apel in 1996 toen zij met de Duitse estafetteploeg deel nam aan het wereldkampioenschap en daarmee meteen wereldkampioene werd en haar eerste gouden medaille in ontvangst mocht nemen. Een jaar later werden de Duitse dames opnieuw wereldkampioen en ook toen maakte Apel deel uit van de ploeg en prolongeerde daarmee haar wereldtitel.
De overheersing van de Duitse damesestafetteploeg kreeg een vervolg tijdens de Olympische Winterspelen 1998 in Nagano, waardoor Apel haar eerste olympische goud wist te winnen. Tijdens datzelfde evenement wist ze haar allereerste individuele medaille in de wacht te slepen toen ze op de sprintwedstrijd het brons won. In 1999 behaalde zij opnieuw de wereldtitel op de estafette.
In 2000 werd de hegemonie gebroken en wonnen de Duitsers het zilver. Ook individueel wist Apel gedurende dat WK in de prijzen te vallen. Op de sprintwedstrijd won ze eveneens een zilveren medaille. In 2001 werd er opnieuw zilver gewonnen op de estafette. Een jaar later op de Olympische Winterspelen 2002 in Salt Lake City werd de olympische titel uit Nagano met succes verdedigd.
In 2004 won Apel een zilveren medaille op het WK in de massastart. Met de estafette kwamen de Duitse vrouwen dat jaar niet verder dan het brons.
In 2005 behaalde ze met haar ploeg zilver en op de Olympische Winterspelen 2006 moesten ze net als bij het WK 2005 de Russinnen voor laten gaan en kon de olympische titel ditmaal niet verdedigd worden.

## Resultaten

### Olympische Winterspelen
| Jaar | Plaats         | Onderdeel   | Onderdeel | Onderdeel     | Onderdeel  | Onderdeel |
| Jaar | Plaats         | Individueel | Sprint    | Achtervolging | Massastart | Estafette |
| ---- | -------------- | ----------- | --------- | ------------- | ---------- | --------- |
| 1998 | Nagano         | –           | ↑         |               |            | ↑         |
| 2002 | Salt Lake City | 18e         | 12e       | 7e            | ↑          |           |
| 2006 | Turijn         | –           | 22e       | 11e           | –          | ↑         |

### Wereldkampioenschappen
| Jaar | Plaats            | Onderdeel                               | Onderdeel                               | Onderdeel                               | Onderdeel                               | Onderdeel                               | Onderdeel          | Onderdeel |
| Jaar | Plaats            | Individueel                             | Sprint                                  | Achtervolging                           | Massastart                              | Estafette                               | Gemengde estafette | Team      |
| ---- | ----------------- | --------------------------------------- | --------------------------------------- | --------------------------------------- | --------------------------------------- | --------------------------------------- | ------------------ | --------- |
| 1996 | Ruhpolding        | –                                       | 31e                                     |                                         |                                         | Goud                                    |                    | Goud      |
| 1997 | Brezno-Osrblie    | –                                       | 42e                                     | 25e                                     | Goud                                    | –                                       |                    |           |
| 1998 | Pokljuka          |                                         |                                         | 13e                                     |                                         | –                                       |                    |           |
| 1999 | Kontiolahti       | 35e                                     | 19e                                     | 22e                                     | 9e                                      | Goud                                    |                    |           |
| 2000 | Oslo Holmenkollen | 6e                                      | Zilver                                  | 4e                                      | 5e                                      | Zilver                                  |                    |           |
| 2001 | Pokljuka          | 31e                                     | 4e                                      | 8e                                      | 15e                                     | Zilver                                  |                    |           |
| 2002 | Oslo Holmenkollen | Niet gehouden vanwege Olympische Spelen | Niet gehouden vanwege Olympische Spelen | Niet gehouden vanwege Olympische Spelen | –                                       |                                         |                    |           |
| 2003 | Chanty-Mansiejsk  | 36e                                     | 18e                                     | 28e                                     | –                                       | –                                       |                    |           |
| 2004 | Oberhof           | –                                       | 13e                                     | 17e                                     | Zilver                                  | Brons                                   |                    |           |
| 2005 | Hochfilzen        | 33e                                     | 31e                                     | 7e                                      | 16e                                     | Zilver                                  | –                  |           |
| 2006 | Pokljuka          | Niet gehouden vanwege Olympische Spelen | Niet gehouden vanwege Olympische Spelen | Niet gehouden vanwege Olympische Spelen | Niet gehouden vanwege Olympische Spelen | Niet gehouden vanwege Olympische Spelen | –                  |           |

### Wereldbeker
Eindklasseringen
| Seizoen   | Algemeen | Individueel | Sprint | Achtervolging | Massastart |
| --------- | -------- | ----------- | ------ | ------------- | ---------- |
| 1995/1996 | 33e      |             |        |               |            |
| 1996/1997 | 26e      | 52e         | 21e    | 16e           |            |
| 1997/1998 | 12e      | 29e         | 8e     | 16e           |            |
| 1998/1999 | 8e       | 22e         | 8e     | 6e            | 4e         |
| 1999/2000 | 10e      | –           | –      | –             | –          |
| 2000/2001 | 12e      | –           | 7e     | 14e           | 16e        |
| 2001/2002 | 5e       | 13e         | 4e     | 4e            | 12e        |
| 2002/2003 | 20e      | 22e         | 14e    | 19e           | 34e        |
| 2003/2004 | 7e       | 35e         | 5e     | 5e            | 6e         |
| 2004/2005 | 8e       | 21e         | 8e     | 7e            | 13e        |
| 2005/2006 | 8e       | 30e         | 11e    | 5e            | 10e        |
| 2006/2007 | 19e      | 28e         | 23e    | 12e           | 19e        |